# أنتو (إلهة)
كانت أنتو ( 𒀭𒌈 ) أو أنتوم إلهة بلاد ما بين النهرين تعتبر النظير الأنثوي وزوجة إله السماء آنو. عُرفت أحيانًا على أنها الأرض بدلاً من السماء، على الرغم من أن مثل هذه الإشارات ليست شائعة. لكنها أُثبتت بالفعل في الألفية الثالثة قبل الميلاد، كانت مجرد إلهة صغيرة، ولم تُعبد بشكل شائع إلا في أوروك في الفترتين الأخمينية والسلوقية بسبب الإصلاحات الدينية التي رفعتها هي وآنو إلى موقع آلهة وصاية على المدينة. في مرحلة ما، دمجت أنتو أيضًا في الديانة الحورية، حيث كانت تُفهم على أنها إله بدائي. في ما يسمى طبعة "المعيار البابلي " لملحمة جلجامش أنتو تُعامل باعتبارها والدة عشتار، ولكن هذا التقليد لم يُلتزم به عمومًا.

## الاسم والشخصية
اسم أنتو اشتقاقيًا مشتق أنثوي أكادي من الاسم أنو . العلامة المسمارية التي تمثل الاسم الأخير ، AN ، يشير إلى  إله السماء ويمكن أن يُستعمل أيضًا كاسم عادي، يُقرأ إما / an /، أو "heaven"، أو / dingir /، "إله". وبناءً على ذلك، عملت آنتو كنظير أنثوي لآنو. كانت تعتبر أيضًا زوجته. حالات تساوي آنو وآنتو موثقة أيضًا. يفسر بول آلان بولو هذا على أنه إشارة إلى أن العلامة المسمارية AN يمكن استخدامها كرسم تخطيطي (سومروغرام) لتمثيل اسم أنتو. ومع ذلك، كما أشار مانفريد كريبيرنيك [الإنجليزية] من الممكن أيضًا أن السماء كانت في مرحلة ما متصورة ككائن مخنث في تقاليد بلاد ما بين النهرين.
تعامل عدد قليل من المصادر، بما في ذلك قائمة الآلهة آن انوم، أنتو كأرض مؤله ( كي (إلهة سومرية). القائمة المعجمية البابلية القديمة، ديري، تساويها مع أوراش، إلهة الأرض المرتبطة أيضًا بآنو. وقد اقترح أيضًا أن عبارة AN URAŠ التي تحدثت عن أختام من الفترة الكيشية، توافق على تمثيل مركب من اسمين مختلفين، ربما فهمت أيضًا على أنها "أنو-أنتو". ربما لعبت أنتو أيضًا دور الأرض في الإشارات الصيغية إلى آنو، التي تمثل السماء، وتلقيح الأرض بمطره. أكد ثوركيلد جاكوبسن في سبعينيات القرن الماضي أنه نسبة لهذا الاعتقاد، يعتقد أن المطر يخرج من ثدي أنتو، والتي وفقًا لافتراضه خيل لهم على أنها غيوم. هذا الاستنتاج أيدته كارين ريا نيميت-نجات أيضًا.
أصبح اسم أنتو وألقابها موضوعًا للتكهنات اللاهوتية واللغوية في العصر السلوقي. هناك نص يركز على هذا الموضوع محفوظ على اللوح MLC 1890 (الموجود حاليًا في مجموعة مكتبة مورغان، جزء من مجموعة ييل البابلية)، ويرجع تاريخه إلى عهد سلوقس الثالث سيرونوس (على الأرجح 225 قبل الميلاد) ووفقًا له نسخ النسخ بواسطة ناسخ يُدعى Illut-Anu. كما أُثبتت في قوائم الآلهة السابقة، كان من الممكن مساواتها بالعديد من الآلهة البدائية، مثل آنو. على سبيل المثال ، أحتفظ بمعادلة بين أنتو وآنو وعلى التوالي كيشار وأنشار في An = Anum .  الرابط بينها وبين كيشار يتكرر في تكوين لاحق من أوروك. نص تفسيري آشوري (KAR 307)، يُفترض أنه يعتمد على البابلية قصة الخلق البابلية، في فقرة تناقش تيامات تنص على أنه يمكن فهمها على أنها "Antum الذي يقدم القرابين إلى أنو للموتى" جنبًا إلى جنب مع التكهنات الباطنية الأخرى حول هويتها. اقترح ويلفريد ج. لامبرت أن هذا التعريف قد يكون مستمدًا من الإشارات المتكررة إلى أنو هو أب للعديد من الشياطين، مما يجعل من أنتو والدتهم وبالتالي شخصية مناسبة للتماهي مع تيامات. من الأمثلة على الشياطين التي حُددت مباشرة كأطفال لآنو: عسق (في لوغال إي) و أودوغ (في Udug-Hul ) و سبيتي (في ملحمة إرا ). بالإضافة إلى ذلك، حُددت لامشتو صراحةً على أنها ابنة كل من أنتو وآنو.
ذكر ارتباط أنتو بالعالم السفلي الذي أُثبت في كار 307 أيضًا في عدد من النصوص التي جمعها رجال الدين السلوقيين كالو ، لكن لا يزال غير معروف ما إذا كانت هذه المعتقدات مشتركة بين مجموعات اجتماعية أخرى. في حالة واحدة، وثقت "جريت أنتو" على أنه لقب لإريشكيجال في طقوس جنائزية تنص على تقديم البيرة والنبيذ لها، وكلكامش ومجموعة من الشخصيات الموصوفة بالبحارة، ويفترض أن طاقم العبارة التي تحمل الموتى.
تشير مصادر من العصر السلوقي إلى أنه في علم الفلك في بلاد ما بين النهرين، حُدد أنو وآنو بزوج من النجوم القطبية المشار إليها باسم "آنو العظيم وأنتو من السماء". ومع ذلك، فإن شهادات الجسم النجمي الأخير تقتصر على نصوص من أوروك، ولا توجد مصادر من فترات سابقة أو مدن أخرى تربط أي نجوم بأنتو. يمكن افتراض أن "جريت أنتو" كان أحد نجوم كوكبة أورسا ميجور وفقًا لإريكا راينر.

## عبادة

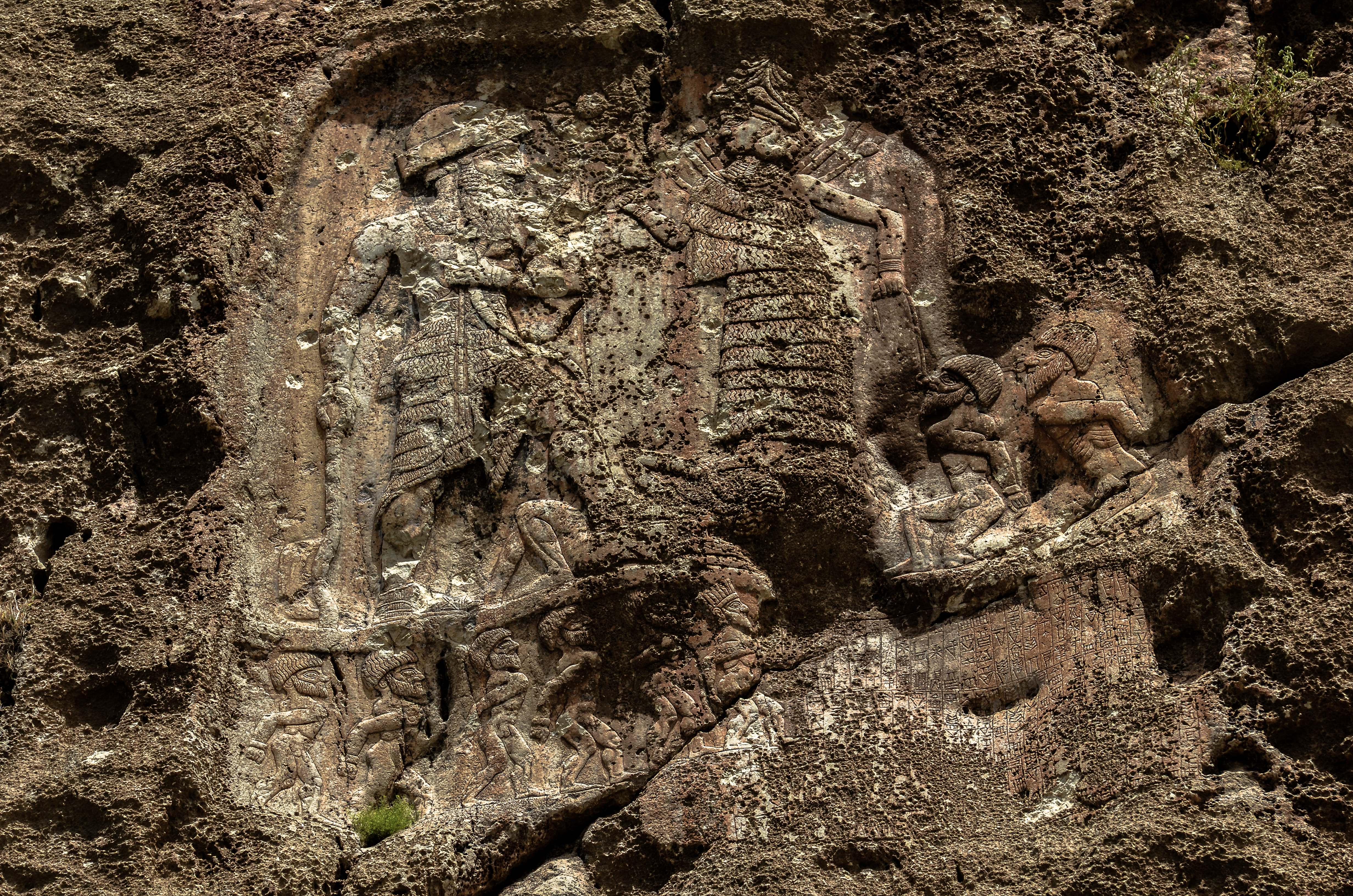
نقش أنوبانيني الصخري. يظهر النقش الذي يشير إلى أنتو في الركن الأيمن السفلي.

وِثقت آنتو بالفعل في الألفية الثالثة قبل الميلاد، مع أقدم مرجع ممكن حُدد مبدئيًا في قائمة آلهة السلالات المبكرة من أبو صلبيخ. ومع ذلك، قبل القرن الخامس قبل الميلاد، لم تكن إلهًا معبودًا بشكل شائع، وقد وصف بول آلان بوليو مكانتها في آلهة بلاد ما بين النهرين بأنها "غير مهمة ومراوغة". وهي مشهود لها بجانب آنو بين الآلهة المذكورة في نقش أنوبانيني على ما يسمى بالنحت الصخري أنوبانيني. أُرخ حكم هذا الملك إلى أوائل فترة إيسين-لارسا، وكانت مملكته، لولوبوم، متمركزة في المنطقة بالقرب من السليمانية الحديثة.  ترد الإشارات إلى أنتو أيضًا في رسائل من العصر البابلي القديم، لكنها ليست شائعة.  تظهر أيضًا بجانب آنو في نقش أغوم الثاني. في التعاويذ، وِثقت في صيغ ضد المرض والشياطين، على سبيل المثال لامشتو . في مقلي، أحتج بها ضد السحرة إلى جانب آنو وبيليت سيري.
كانت آنتو تُعبد في أوروك في فترات لاحقة ومع ذلك، لا توجد إشارات إليها في أي نصوص من هذه المدينة تسبق الألفية الأولى قبل الميلاد، وفي العصر البابلي الجديد ذُكرت فقط في حرف واحد. يذكر أنه أستعير ثوب ( kusītu ) لمناسبة مرتبطة بها من معبد إينا. بالإضافة إلى ذلك، يصف القرابين لها، وبل عالية ومار بيتي. يشير باول-آلان بوليو إلى أن الرسالة أُرسلت من معبد تابع جزئيًا إلى إينا، والتي إلى جانب حقيقة أن مرسلها يحمل الاسم الذي يستشهد بإله لارسا الوصائي شمش، عماش الدين، مما دفعه إلى اقتراح قد تتعامل مع عبادة أنتو في هذه المدينة بدلاً من أوروك. والاحتمال الثاني هو أن كلمة كلاب مقصودة، لأنه في حين أنه من غير المعروف ما إذا كانت لارسا لها بل عليا خاص بها، "عمدة إلهي"، فإن هذا اللقب مشهود جيدًا لبيسانغونوغ في حالة المستوطنة الأخرى.
حدث تغيير في مكانة أنتو في أوروك على مدار الفترتين الأخمينية والسلوقية، عندما رقيت إلى منصب أحد الآلهة الرئيسية في المدينة إلى جانب آنو. جاءت لتعبد بجانبه في معبد بيت روس المشيد حديثًا. يمكن ترجمة اسمها الاحتفالي على أنه "المعبد الأول". عُرفت سيلا أنتو بداخلها باسم إجاسانا، "بيت سيدة الجنة". حُدد إحدى غرفه أيضًا كغرفة نوم لها، وأشير إليها بالاسم الاحتفالي أنر ، وربما يُفهم على أنها إينر  بالأكدية bīt tānēḫi) تعني "بيت التعب ". وفقًا لأندرو ر. جورج وبول آلان بوليو ، ربما يكون بيتريش قد تطور من É. SAG، وهو ملاذ من لوغال باندا شهد في فترات سابقة وكُتب اسمه بنفس العلامات، لكن هذا لا يزال افتراضيًا. كان إنشائها بمثابة المرة الأولى في تاريخ أوروك عندما لم تكن إينا معبدها الرئيسي. كان هذا التطور نتيجة لظهور عائلات كهنوتية جديدة في أعقاب الثورات الفاشلة التي حدثت في 484 قبل الميلاد وانتقام زركسيس الأول من المشاركين. تدهور وضع الإلهة الوصائي السابق للمدينة، عشتار، واستوعبت آنتو بعض سماتها. على سبيل المثال، في نص MLC 1890 نينسيانا، تم التعامل مع تجسيد كوكب الزهرة، الذي كان يمكن التعامل معه في الفترات السابقة كشكل من أشكال عشتار ، على أنه لقب أنتو. رجال الدين الكالو في أوروك، المسؤولون عن صلاة إيمسال والذين كانوا مرتبطين سابقًا بعشتار ، بعبادة آنو وأنتو بدلاً من ذلك في العصر السلوقي. في بعض الحالات، يجعل التغيير من الممكن تأريخ نصوص فردية دون أي إشارة مباشرة أخرى لأعمارهم من كون مؤلفيها كانو في خدمة أحد هذه الآلهة. ليس من المؤكد ما إذا كان الملوك السلوقيون قد شاركوا في عبادة آنتو وآلهة أوروك الأخرى، على الرغم من أنه قيل إن مشاريع البناء والتجديد الموثقة تتطلب دعمًا ملكيًا.
تظهر أنتو دائمًا إلى جانب آنو في نصوص من سلوقي أوروك. كما جادلت جوان جودنيك ويستنهولز ، تعامل اللاهوتيون المحليون بفعالية مع الزوج على أنه "مظهر إلهي واحد". وتجادل بأن عملية ارتفاعها يمكن اعتبارها جزءًا من ظاهرة أوسع تركز على هيمنة آلهة المدينة (بدلاً من آلهة المدينة) في الفترة المتأخرة من العصور القديمة لبلاد الرافدين، والتي ارتبطت بميول الهنوثيين. ومع ذلك، وفقًا لجوليا كرول فأن اللاهوت التأملي لمذهب الهينوثي، على الرغم من إثباته جيدًا، إلا أنه لم يتمتع بشعبية كبيرة خارج الدوائر الفكرية الصغيرة. ومن المعروف أيضًا أن أنتو قد أحتُفل بها في موكب خلال عيد رأس السنة الجديدة، حيث كانت برفقة عدد من الآلهة التي لا ترتبط بها عادةً، ويبدو أنها جُمعت فقط من أجل الاحتفالات المنشأة حديثًا: Bēlet-ilīننهورساج، شالا، مارات آني ("بنات آنو")، آية، جولا، نينشغال ("سيدة معبد إسغال"، مظهر من مظاهر عشتار)، أمازانيودي، سادرنونا، أشراتو ، وشارات-شام (" ملكة السماوات "، ربما مظهر آخر من مظاهر عشتار). إن صيغة "يمكن أن يتم الاحتفاظ بها بأمر من آنو وأنتو" موثقة في المؤلفات العلمية، وكذلك الوثائق القانونية والإدارية، وخاصة اتفاقيات الزواج. بالإضافة إلى الإشارات المباشرة إلى أنتو في نصوص طقسية واقتصادية، وثقت أيضًا في الأسماء الثيوفورية.

## استقبال سريع
دمجت آنتو في مرحلة ما في الديانة الحورية، وفي هذا السياق أصبح يُنظر إليها على أنها أحد الآلهة البدائية إلى جانب شخصيات أخرى نشأت في بلاد ما بين النهرين، مثل آنو ، إنليل، نينليل أو ألالو . على الأرجح يعكس هذا التصنيف تصورهم في المناطق الواقعة على أطراف المجال الثقافي لبلاد الرافدين. في السياق الحراني شكلت أنتو ثالوثًا إلى جانب آنو وأبانتو. شُكل اسم الإله الأخير وفقًا لألفونسو أرشي جنبًا إلى جنب مع اسمها.
في طبعة ثلاثية اللغات لقائمة الآلهة Weidner من أوغاريت، تتوافق أنتو مع إدخالات Ašte Anive (في عمود الحورية) و Tahāmatu (في العمود الأوغاريتي). أول هذه الأسماء لا يمثل إلهًا حقيقيًا، وبدلاً من ذلك هو مصطلح جديد اخترعه مؤلفو النص، الذين قدموا لآنو ، تحت اسم حراني متغير لاسمها، زوجة اسمها الحوري مشتق بالمثل من اسمها. تملك حرفيا "زوجة العاني". الثانية يمكن ترجمتها على أنها "المياه العميقة" ويفترض أنها تمثل ينابيع المياه العذبة على مقربة من أوغاريت. نظرًا لوجود إدخالات متعددة تعتبر إما اختراعات علمية متشابهة أو مسرحية كلمات مكتوبة، لا تعتبر القائمة مصدرًا دقيقًا للمعلومات حول الدين الحوري أو الأوغاريتي.

## الميثولوجيا
ذكرت آنتو في ما يسمى بالنسخة "القياسية البابلية" لملحمة جلجامش عندما طلبت عشتار من آنو منحها الإذن باستخدام ثور السماء لمعاقبة جلجامش (اللوح السادس، السطر 83). بينما يتم التعامل مع آنو ووالدا عشتار في هذا المقطع، كما أشار بول آلان بوليو ، كان التقليد الذي تنص على أنها ابنة نانا ونينغال أكثر انتشارًا. اقترح والتر بوركيرت أن المقطع قد يكون أثر على الإشارة إلى والدة أفروديت ديون في الإلياذة، مع كون اسم ديون من تأليف أنتو ، لأنه شكل أنثوي من زيوس. ومع ذلك، وكما أكد أندرو ر. جورج في مناقشته لعمل بوركيرت وغيره من المؤلفين الذين يفترضون أن هوميروس قد تأثر بشكل مباشر بملحمة جلجامش، فلا يمكن إثبات أن أي أوجه تشابه محتملة قد نشأت من الاتصال المباشر مع تكوين بلاد ما بين النهرين. وأشار إلى أنه قد يكون من المعقول أكثر افتراض أن الزخارف المماثلة تعكس تقليدًا مشتركًا وليس بالضرورة اشتقاقًا مباشرًا.
وفقًا للتعاويذ ضد لامشتو ، ألقى أنتو وآنو هذا الشيطان من السماء وحرماها من الحق في أن يكون لها ملاذ ( باراكو ) على الأرض.
في حين أن أنتو لم يشهد لها في قصة الخلق البابلية، ويتم التعامل مع آنو على أنه الوالد الوحيد لـ Ea في هذا التكوين، وفقًا لـ Spencer L. Allen استنادًا إلى أدلة تكميلية من تعليق آشوري مقصور على فئة معينة، فمن الممكن رغم ذلك أنها فُهمت ضمنيًا على أنها والدته وبالتالي باعتبارها جدة مردوخ في التقاليد المشتقة. في نص فلكي سلوقي، يوصف بابسوكال بأنه وزير كل من آنو وأنتو.